# Torre Australia Square
La Torre Australia Square (in inglese: Australia Square Tower) è un grattacielo di Sydney in Australia.

## Storia
I lavori di costruzione dell'edificio, iniziati nel 1965, furono terminati nel 1967. È stato il più alto grattacielo dell'Australia tra il 1967 e il 1975, e il più alto dell'emisfero australe tra il 1967 e il 1973, venendo in quell'anno superato in altezza dal Carlton Centre di Johannesburg in Sudafrica.

## Descrizione
Il grattacielo, che conta 46 piani fuori terra, raggiunge un'altezza di 170 metri, cosa che ne fa il diciannovesimo grattacielo più alto di Sydney.